# Ligue 1 2011/2012
Ligue 1 2011/12 var den 74:e säsongen av Ligue 1 sedan det bildades. Lille var regerande mästare. Spelschemat meddelades den 31 mars 2011 och matcherna bestämdes den 10 juni. Säsongen började den 6 augusti 2011 och avslutades den 20 maj 2012. Det var vinteruppehåll mellan den 22 december 2011 och 14 januari 2012.
Den 20 maj 2012, sista matchdagen för säsongen, tog Montpellier sin första ligatitel efter ha besegrat Auxerre med 2–1 på Stade de l'Abbé-Deschamps.  Montpellier är den femte klubben som vann Ligue 1 sedan säsongen 2006–07 och kommer spela i UEFA Champions League för första gången. Paris Saint-Germain och Lille kommer även delta i Champions League, medan Lyon, Bordeaux och Marseille kommer delta i UEFA Europa League. För första gången på 12 år kommer inte Lyon delta i UEFA:s största klubbturnering.
Auxerre, Dijon och Caen blev nedflyttade till Ligue 2. Auxerre åkte ner i andra divisionen efter 32 raka år i Ligue 1. Innan säsongen 2011–12 hade klubben aldrig blivit nedflyttade från den högsta divisionen. Dijon kommer återvända ner efter endast en säsong i Ligue 1, medan Caen åker ner efter två år i högsta divisionen.

## Lag
Det var tre uppflyttade lag från Ligue 2 som ersatte de nedlyttade lagen från Ligue 1 säsongen 2010–11. Totalt deltog 20 lag i ligan och tre stycken blev nedflyttade till andraligan, Ligue 2. Alla klubbar som skulle delta i Ligue 1 denna säsongen, var tvungna att bli godkända av DNCG innan de var tillgängliga för spel.
Arles-Avignon var den första klubben som blev klar för nedflyttning till Ligue 2. Det stod klart den 17 april 2011 efter en  2–0-förlust mot AS Monaco. Arles-Avignon återvände till Ligue 2 efter endast en säsong i högsta divisionen. Den 15 maj blev Lens klara för nedflyttning till Ligue 2 efter en 1–1-match mot Monaco. Lens återvände till andradivisionen för första gången sedan säsongen 2008–09 när de blev mästare i Ligue 2. På den sista matchdagen för säsongen blev Monaco klara för nedflyttning efter en 2–0-förlust mot Lyon. Det var första gången i Ligue 2 för klubben sedan 1976.
Evian blev den första klubben i Ligue 2 att bli klar för Ligue 1 efter en 2–1-vinst över Reims den 20 maj 2011. Evian debuterade i högsta divisionen precis som Arles-Avignon gjorde föregående säsong. Det noterbara för dessa klubbar är att de blev uppflyttade fyra säsonger i rad. På den sista matchdagen för säsongen i Ligue 2 blev både Dijon och Ajaccio klara för uppflyttning efter positiva resultat i respektive match. Dijon blev uppflyttade trots förlust i sista matchen och gjorde precis som Évian sin debut i högsta divisionen. Ajaccio återvände till Ligue 1 efter fem säsonger i andradivisionen.

### Arenor
| Klubb               | Ort               | Arena                        | Kapacitet | Publiksnitt |
| ------------------- | ----------------- | ---------------------------- | --------- | ----------- |
| Ajaccio             | Ajaccio           | Stade François Coty          | 10 660    | 6 338       |
| Auxerre             | Auxerre           | Stade de l'Abbé-Deschamps    | 24 493    | 11 879      |
| Bordeaux            | Bordeaux          | Stade Chaban-Delmas          | 34 462    | 20 712      |
| Brest               | Brest             | Stade Francis-Le Blé         | 16 000    | 13 542      |
| Caen                | Caen              | Stade Michel d'Ornano        | 21 500    | 15 280      |
| Dijon               | Dijon             | Stade Gaston Gérard          | 15 998    | 13 597      |
| Evian               | Annecy            | Parc des Sports              | 15 600    | 11 855      |
| Lille               | Villeneuve-d'Ascq | Stadium Nord Lille Métropole | 18 185    | 16 969      |
| Lorient             | Lorient           | Stade du Moustoir            | 18 890    | 15 594      |
| Lyon                | Lyon              | Stade de Gerland             | 41 842    | 33 108      |
| Marseille           | Marseille         | Stade Vélodrome1             | 42 000    | 40 455      |
| Montpellier         | Montpellier       | Stade de la Mosson           | 32 900    | 17 492      |
| Nancy               | Tomblaine         | Stade Marcel Picot           | 20 085    | 15 328      |
| Nice                | Nice              | Stade du Ray                 | 17 415    | 9 133       |
| Paris Saint-Germain | Paris             | Parc des Princes             | 48 712    | 42 892      |
| Rennes              | Rennes            | Stade de la Route de Lorient | 31 127    | 20 725      |
| Saint-Étienne       | Saint-Étienne     | Stade Geoffroy-Guichard2     | 26 747    | 21 409      |
| Sochaux             | Montbéliard       | Stade Auguste Bonal          | 20 005    | 13 826      |
| Toulouse            | Toulouse          | Stadium Municipal            | 35 470    | 22 033      |
| Valenciennes        | Valenciennes      | Stade du Hainaut             | 25 000    | 15 226      |

- 1Stade Vélodrome genomgår renoveringar i förberedelse för fotbolls-EM 2016. Kapaciteten denna säsong är 42 000, en sänkning från originalkapaciteten på 60 031.[20]
- 2Stade Geoffroy-Guichard genomgår renoveringar i förberedelse för fotbolls-EM 2016. Kapaciteten denna säsong är 26 747, en sänkning från originalkapaciteten på 35 616.[21]

### Klubbinformation
| Lag                 | Tränare1                      | Lagkapten1             | Ställ-tillverkare1 | Tröjsponsor1     |
| ------------------- | ----------------------------- | ---------------------- | ------------------ | ---------------- |
| Ajaccio             | Olivier Pantaloni             | Jean-Baptiste Pierazzi | Duarig             | Géant            |
| Auxerre             | Jean-Guy Wallemme             | Olivier Sorin          | Airness            | Senoble          |
| Bordeaux            | Francis Gillot                | Jaroslav Plašil        | Puma               | Kia              |
| Brest               | Corentin Martins (tillfällig) | Oscar Ewolo            | Nike               | Quéguiner        |
| Caen                | Franck Dumas                  | Nicolas Seube          | Nike               | GDE Recyclage    |
| Dijon               | Patrice Carteron              | Abdoulaye Méïté        | Nike               | Sita-Suez        |
| Evian               | Pablo Correa                  | Cédric Barbosa         | Kappa              | Danette          |
| Lille               | Rudi Garcia                   | Rio Mavuba             | Umbro              | Groupe Partouche |
| Lorient             | Christian Gourcuff            | Fabien Audard          | Macron             | La trinitaine    |
| Lyon                | Rémi Garde                    | Cris                   | adidas             | Everest Poker    |
| Marseille           | Didier Deschamps              | Steve Mandanda         | adidas             | BetClic          |
| Montpellier         | René Girard                   | Mapou Yanga-Mbiwa      | Nike               | La Foir'Fouille  |
| Nancy               | Jean Fernandez                | André Luiz             | Umbro              | Odalys Vacances  |
| Nice                | René Marsiglia                | Didier Digard          | BURRDA             | Mad-Croc         |
| Paris Saint-Germain | Carlo Ancelotti               | Mamadou Sakho          | Nike               | Emirates         |
| Rennes              | Frédéric Antonetti            | Kader Mangane          | Puma               | Samsic           |
| Saint-Étienne       | Christophe Galtier            | Loïc Perrin            | adidas             | Winamax          |
| Sochaux             | Eric Hely                     | Teddy Richert          | Lotto              | Peugeot          |
| Toulouse            | Alain Casanova                | Daniel Congré          | Kappa              | IDEC             |
| Valenciennes        | Daniel Sanchez                | Rudy Mater             | Uhlsport           | Toyota           |

1 Ändras under säsongen.

### Tränarbyten
| Lag                 | Lämnande tränare   | Anledning                 | Datum (ut)       | Tabellposition | Ny tränare        | Datum (in)       | Tabellposition |
| ------------------- | ------------------ | ------------------------- | ---------------- | -------------- | ----------------- | ---------------- | -------------- |
| Auxerre             | Jean Fernandez     | Kontraktsslut             | 2 juni 2011      | Försäsong      | Laurent Fournier  | 8 juni 2011      | Försäsong      |
| Valenciennes        | Philippe Montanier | Gick till Real Sociedad   | 4 juni 2011      | Försäsong      | Daniel Sanchez    | 8 juni 2011      | Försäsong      |
| Nancy               | Pablo Correa       | Avgick                    | 5 juni 2011      | Försäsong      | Jean Fernandez    | 5 juni 2011      | Försäsong      |
| Sochaux             | Francis Gillot     | Avgick                    | 5 juni 2011      | Försäsong      | Mehmed Baždarević | 10 juni 2011     | Försäsong      |
| Bordeaux            | Eric Bédouet       | Ömsesidig överenskommelse | 6 juni 2011      | Försäsong      | Francis Gillot    | 6 juni 2011      | Försäsong      |
| Lyon                | Claude Puel        | Sparkad                   | 20 juni 2011     | Försäsong      | Rémi Garde        | 21 juni 2011     | Försäsong      |
| Nice                | Éric Roy           | Sparkad                   | 15 november 2011 | 17:e           | René Marsiglia    | 15 november 2011 | 17:e           |
| Paris Saint-Germain | Antoine Kombouaré  | Ömsesidig överenskommelse | 30 december 2011 | 1:a            | Carlo Ancelotti   | 30 december 2011 | 1:a            |
| Evian               | Bernard Casoni     | Sparkad                   | 1 januari 2012   | 11:a           | Pablo Correa      | 2 januari 2012   | 11:a           |
| Sochaux             | Mehmed Baždarević  | Sparkad                   | 6 mars 2012      | 20:a           | Eric Hély         | 6 mars 2012      | 20:a           |
| Auxerre             | Laurent Fournier   | Sparkad                   | 18 mars 2012     | 20:a           | Jean-Guy Wallemme | 18 mars 2012     | 20:a           |
| Brest               | Alex Dupont        | Sparkad                   | 26 april 2012    | 18:e           | Corentin Martins  | 26 april 2012    | 18:e           |

### Ägarskapbyten
| Klubb               | Ny ägare                   | Tidigare ägare                             | Datum       |
| ------------------- | -------------------------- | ------------------------------------------ | ----------- |
| Paris Saint-Germain | Qatar Investment Authority | Colony Capital och Butler Capital Partners | 1 juli 2011 |

## Tabeller

### Poängtabell
| Nr | Lag                 | S  | V  | O  | F  | GM | IM | MS  | P  |
| -- | ------------------- | -- | -- | -- | -- | -- | -- | --- | -- |
| 1  | Montpellier         | 38 | 25 | 7  | 6  | 68 | 34 | +34 | 82 |
| 2  | Paris Saint-Germain | 38 | 23 | 10 | 5  | 75 | 41 | +34 | 79 |
| 3  | Lille (RM)          | 38 | 21 | 11 | 6  | 72 | 39 | +33 | 74 |
| 4  | Lyon                | 38 | 19 | 7  | 12 | 64 | 51 | +13 | 64 |
| 5  | Bordeaux            | 38 | 16 | 13 | 9  | 53 | 41 | +12 | 61 |
| 6  | Stade Rennais       | 38 | 17 | 9  | 12 | 53 | 44 | +9  | 60 |
| 7  | Saint-Étienne       | 38 | 16 | 9  | 13 | 49 | 45 | +4  | 57 |
| 8  | Toulouse            | 38 | 15 | 11 | 12 | 37 | 34 | +3  | 56 |
| 9  | Évian               | 38 | 13 | 11 | 14 | 54 | 55 | −1  | 50 |
| 10 | Marseille           | 38 | 12 | 12 | 14 | 45 | 41 | +4  | 48 |
| 11 | Nancy               | 38 | 11 | 12 | 15 | 38 | 48 | −10 | 45 |
| 12 | Valenciennes        | 38 | 12 | 7  | 19 | 40 | 50 | −10 | 43 |
| 13 | Nice                | 38 | 10 | 12 | 16 | 39 | 46 | −7  | 42 |
| 14 | Sochaux-Montbéliard | 38 | 11 | 9  | 18 | 40 | 60 | −20 | 42 |
| 15 | Stade Brest         | 38 | 8  | 17 | 13 | 31 | 38 | −7  | 41 |
| 16 | Ajaccio             | 38 | 9  | 14 | 15 | 40 | 61 | −21 | 41 |
| 17 | Lorient             | 38 | 9  | 12 | 17 | 35 | 49 | −14 | 39 |
| 18 | Caen                | 38 | 9  | 11 | 18 | 39 | 59 | −20 | 38 |
| 19 | Dijon               | 38 | 9  | 9  | 20 | 38 | 63 | −25 | 36 |
| 20 | Auxerre             | 38 | 7  | 13 | 18 | 46 | 57 | −11 | 34 |

### Resultattabell
| Hemma \ Borta          | AJA | AUX | BOR | BRE | CAE | DIJ | EVI | LIL | LOR | OL  | OM  | MON | NAN | NIC | PSG | REN | StÉ | SOC | TOU | VAL |
| Ajaccio                | —   | 2–1 | 0–2 | 0–0 | 2–2 | 2–1 | 1–1 | 2–3 | 1–1 | 1–1 | 1–0 | 1–3 | 0–0 | 1–1 | 1–3 | 1–0 | 1–1 | 2–1 | 0–2 | 3–1 |
| Auxerre                | 4–1 | —   | 2–4 | 4–0 | 1–1 | 2–2 | 0–2 | 1–3 | 1–1 | 0–3 | 2–2 | 1–2 | 1–3 | 2–1 | 1–1 | 0–1 | 0–0 | 4–1 | 2–0 | 2–0 |
| Bordeaux               | 1–1 | 1–1 | —   | 1–1 | 2–0 | 1–1 | 0–0 | 1–1 | 1–0 | 1–0 | 2–1 | 2–2 | 2–0 | 1–2 | 1–1 | 2–0 | 1–2 | 1–0 | 2–0 | 2–1 |
| Brest                  | 1–1 | 1–0 | 0–2 | —   | 1–1 | 1–1 | 2–2 | 3–1 | 3–1 | 1–1 | 1–0 | 2–2 | 0–1 | 1–0 | 0–1 | 0–1 | 2–2 | 2–0 | 0–0 | 1–0 |
| Caen                   | 0–0 | 2–1 | 1–0 | 0–0 | —   | 3–0 | 2–2 | 1–2 | 1–0 | 1–0 | 1–2 | 1–3 | 1–2 | 1–1 | 2–2 | 0–2 | 1–4 | 1–3 | 0–1 | 1–0 |
| Dijon                  | 1–1 | 0–2 | 2–0 | 1–0 | 2–0 | —   | 3–1 | 0–2 | 2–0 | 1–2 | 2–3 | 1–1 | 0–2 | 3–0 | 1–2 | 1–5 | 1–2 | 0–0 | 1–1 | 1–2 |
| Evian                  | 2–1 | 3–1 | 0–0 | 0–1 | 2–4 | 0–1 | —   | 0–3 | 2–1 | 1–3 | 2–0 | 4–2 | 2–0 | 1–0 | 2–2 | 1–3 | 1–2 | 2–3 | 2–1 | 2–1 |
| Lille                  | 4–1 | 2–2 | 4–5 | 2–0 | 3–0 | 2–0 | 1–1 | —   | 1–1 | 3–1 | 3–2 | 0–1 | 4–1 | 4–4 | 2–1 | 2–0 | 3–0 | 2–2 | 2–1 | 4–0 |
| Lorient                | 2–0 | 1–1 | 1–1 | 2–1 | 0–0 | 0–0 | 0–1 | 0–1 | —   | 0–1 | 2–1 | 2–1 | 2–1 | 1–0 | 1–2 | 0–2 | 3–0 | 1–1 | 0–0 | 2–0 |
| Olympique Lyonnais     | 1–1 | 2–1 | 3–1 | 1–1 | 1–2 | 3–1 | 2–1 | 2–1 | 3–2 | —   | 2–0 | 2–1 | 3–1 | 3–4 | 4–4 | 1–2 | 2–0 | 2–1 | 3–2 | 4–1 |
| Olympique de Marseille | 2–0 | 3–0 | 0–0 | 1–1 | 1–1 | 1–2 | 2–0 | 2–0 | 2–1 | 2–2 | —   | 1–3 | 1–0 | 2–0 | 3–0 | 0–1 | 0–0 | 2–2 | 0–1 | 1–1 |
| Montpellier            | 3–0 | 3–1 | 1–0 | 1–0 | 3–0 | 5–3 | 2–2 | 1–0 | 4–0 | 1–0 | 1–0 | —   | 2–0 | 1–0 | 0–3 | 4–0 | 1–0 | 2–1 | 1–1 | 1–0 |
| Nancy                  | 2–2 | 0–0 | 2–2 | 2–1 | 1–1 | 1–2 | 1–1 | 1–1 | 2–2 | 2–0 | 1–3 | 1–0 | —   | 1–0 | 2–1 | 0–0 | 3–2 | 1–2 | 0–3 | 1–1 |
| Nice                   | 3–0 | 1–0 | 3–0 | 0–0 | 1–0 | 1–1 | 1–1 | 0–1 | 2–0 | 1–3 | 1–1 | 0–1 | 1–1 | —   | 0–0 | 2–0 | 0–2 | 1–1 | 1–1 | 2–0 |
| Paris SG               | 4–1 | 3–2 | 1–1 | 1–0 | 4–2 | 2–0 | 3–1 | 0–0 | 0–1 | 2–0 | 2–1 | 2–2 | 0–1 | 2–1 | —   | 3–0 | 2–0 | 6–1 | 3–1 | 2–1 |
| Rennes                 | 3–1 | 1–1 | 1–0 | 1–1 | 3–2 | 5–0 | 3–2 | 1–1 | 2–0 | 1–1 | 1–2 | 0–2 | 1–1 | 3–1 | 1–1 | —   | 1–1 | 1–0 | 0–1 | 1–1 |
| Saint-Étienne          | 3–1 | 1–1 | 2–3 | 2–1 | 2–0 | 1–0 | 0–2 | 1–3 | 4–2 | 0–1 | 0–0 | 1–1 | 1–0 | 2–3 | 0–1 | 4–0 | —   | 1–0 | 1–1 | 1–0 |
| Sochaux                | 0–2 | 0–0 | 0–3 | 2–1 | 1–2 | 1–0 | 1–1 | 0–1 | 1–1 | 2–1 | 1–0 | 1–3 | 1–0 | 2–0 | 0–1 | 2–6 | 2–1 | —   | 3–0 | 1–1 |
| Toulouse               | 0–2 | 1–0 | 3–2 | 0–0 | 1–0 | 2–0 | 2–1 | 0–0 | 1–1 | 3–0 | 0–0 | 0–1 | 1–0 | 0–0 | 1–3 | 1–0 | 0–1 | 2–0 | —   | 2–0 |
| Valenciennes           | 1–2 | 2–1 | 1–2 | 0–0 | 3–1 | 4–0 | 0–3 | 0–0 | 2–0 | 1–0 | 1–1 | 1–0 | 1–0 | 2–0 | 3–4 | 1–0 | 1–2 | 3–0 | 2–0 | —   |

## Statistik
| Rank | Spelare         | Klubb               | Mål |
| ---- | --------------- | ------------------- | --- |
| 1    | Olivier Giroud  | Montpellier         | 21  |
| 1    | Nenê            | Paris Saint-Germain | 21  |
| 3    | Eden Hazard     | Lille               | 20  |
| 4    | P.E. Aubameyang | Saint-Étienne       | 16  |
| 4    | Lisandro López  | Lyon                | 16  |
| 6    | Bafétimbi Gomis | Lyon                | 14  |
| 6    | Yoan Gouffran   | Bordeaux            | 14  |
| 8    | Javier Pastore  | Paris Saint-Germain | 13  |
| 9    | Loïc Rémy       | Marseille           | 12  |
| 9    | Younès Belhanda | Montpellier         | 12  |

| Rank | Spelare          | Klubb               | Assist |
| ---- | ---------------- | ------------------- | ------ |
| 1    | Eden Hazard      | Lille               | 15     |
| 2    | Mathieu Valbuena | Marseille           | 13     |
| 3    | Jérémy Menez     | Paris Saint-Germain | 12     |
| 4    | Nenê             | Paris Saint-Germain | 11     |
| 5    | Julien Féret     | Rennes              | 10     |
| 6    | Olivier Giroud   | Montpellier         | 9      |
| 7    | Michel Bastos    | Lyon                | 8      |
| 7    | Cédric Barbosa   | Evian               | 8      |
| 7    | Marvin Martin    | Sochaux             | 8      |
| 10   | Frédéric Bulot   | Caen                | 7      |

### Hattrick
| Spelare         | För                 | Mot     | Resultat | Datum             |
| --------------- | ------------------- | ------- | -------- | ----------------- |
| Dennis Oliech   | Auxerre             | Sochaux | 4–1      | 25 september 2011 |
| Olivier Giroud  | Montpellier         | Dijon   | 5–3      | 15 oktober 2011   |
| Kévin Gameiro   | Paris Saint-Germain | Ajaccio | 1–3      | 16 oktober 2011   |
| Olivier Giroud  | Montpellier         | Sochaux | 1–3      | 26 november 2011  |
| P.E. Aubameyang | Saint-Étienne       | Lorient | 4–2      | 9 augusti 2012    |
| Nenê            | Paris Saint-Germain | Rennes  | 3–0      | 13 maj 2012       |
| Eden Hazard     | Lille               | Nancy   | 4–1      | 20 maj 2012       |

### Målgörande
- Säsongens första mål: Anthony Mounier för Nice mot Lyon (6 augusti 2011)[42]
- Snabbaste mål: 18 sekunder – Jaroslav Plašil för Bordeaux mot Nancy (4 december 2011)[43][44]
- Mål vid senaste punkt av matchen: 90+4 minuter – François Clerc för Nice mot Lille (21 december 2011)
- Första självmål: Abdoulaye Bamba (Dijon) för Lyon (10 september 2011)[45]
- Största vinstmarginal: 5 mål[4]
  - Paris Saint-Germain 6–1 Sochaux (22 april 2012)
- Flest mål i en match: 9 mål[4]
  - Lille 4–5 Bordeaux
- Flest mål gjorda i en match av ett av lagen: 6 mål[4]
  - Sochaux 2–6 Rennes (21 september 2011)
  - Paris Saint-Germain 6–1 Sochaux (22 april 2012)

### Disciplin
- Flest kort sammanlagt (1 poäng per gult kort, 3 poäng per rött kort): 119 poäng[46]
  - Ajaccio (92 gula & 9 röda kort)
- Minst kort sammanlagt: 66 poäng[46]
  - Sochaux (60 gula & 2 röda kort)
- Flest gula kort (klubb): 92[46]
  - Ajaccio
- Flest gula kort (spelare): 13[47]
  - Mehdi Mostefa (Ajaccio)
- Flest röda kort (klubb): 9[46]
  - Ajaccio
- Flest röda kort (spelare): 3[4]
  - Jean-Pascal Mignot (Saint-Étienne)

## Utmärkelser

### Månatliga utmärkelser
| Månad     | Månadens spelare | Månadens spelare    |
| Månad     | Spelare          | Klubb               |
| --------- | ---------------- | ------------------- |
| September | Javier Pastore   | Paris Saint-Germain |
| Oktober   | Nenê             | Paris Saint-Germain |
| November  | Younès Belhanda  | Montpellier         |
| December  | Salvatore Sirigu | Paris Saint-Germain |
| Januari   | Milan Biševac    | Paris Saint-Germain |
| Februari  | P.E. Aubameyang  | Saint-Étienne       |
| Mars      | Eden Hazard      | Lille               |

### Årliga utmärkelser

#### UNFP Ligue 1 Årets spelare
UNFP Ligue 1 Årets spelare vanns av Eden Hazard. Mittfältaren är den andra spelaren efter Pauleta att vinna utmärkelsen två år i rad.

#### UNFP Årets unga spelare
UNFP Årets unga spelare vanns av Younès Belhanda.

#### UNFP Ligue 1 Årets målvakt
UNFP Ligue 1 Årets målvakt vanns av Hugo Lloris.

#### UNFP Årets lag
Målvakt: Hugo Lloris (Lyon)

Försvarare: Mathieu Debuchy (Lille), Vitorino Hilton (Marseille), Henri Bedimo (Montpellier), Nicolas N'Koulou (Marseille)

Mittfältare: Rio Mavuba (Lille), Étienne Capoue (Toulouse), Younès Belhanda (Montpellier), Eden Hazard (Lille)

Anfallare: Olivier Giroud (Montpellier), Nenê (Paris Saint-Germain)

#### UNFP Ligue 1 Årets tränare
UNFP Ligue 1 Årets tränare vanns av René Girard i Montpellier.

## Anmärkningslista
1. ↑  Lyon vann Coupe de France 2011/12, vilket kvalificerar dem för gruppspelet i Uefa Europa League 2012/13. Då de slutade på fjärde plats, går deras plats i playoff-omgången i Europa till det femteplacerade laget Bordeaux.
2. ↑  Marseille blev som vinnare av Coupe de la Ligue 2011/12 kvalificerade till tredje kvalificeringsomgången i Uefa Europa League 2012/13.